# Культура північної чорної лощеної кераміки

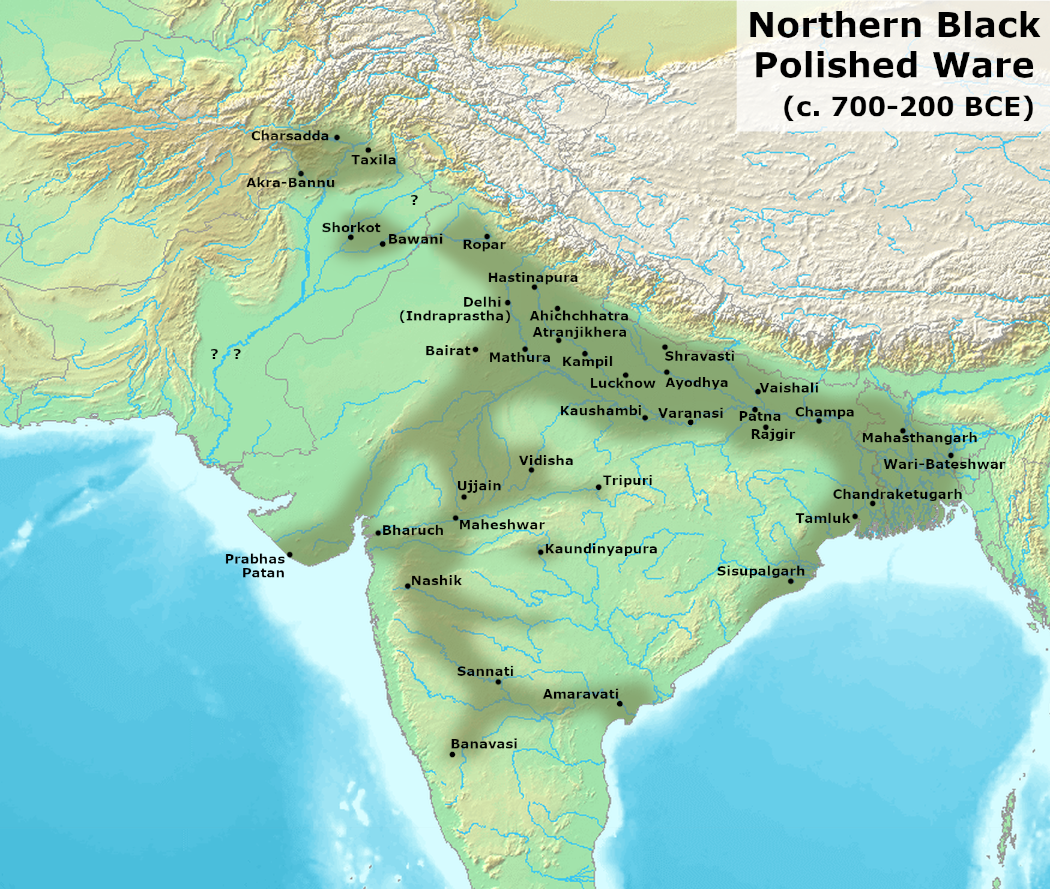
Карта деяких ділянок ПЧЛК

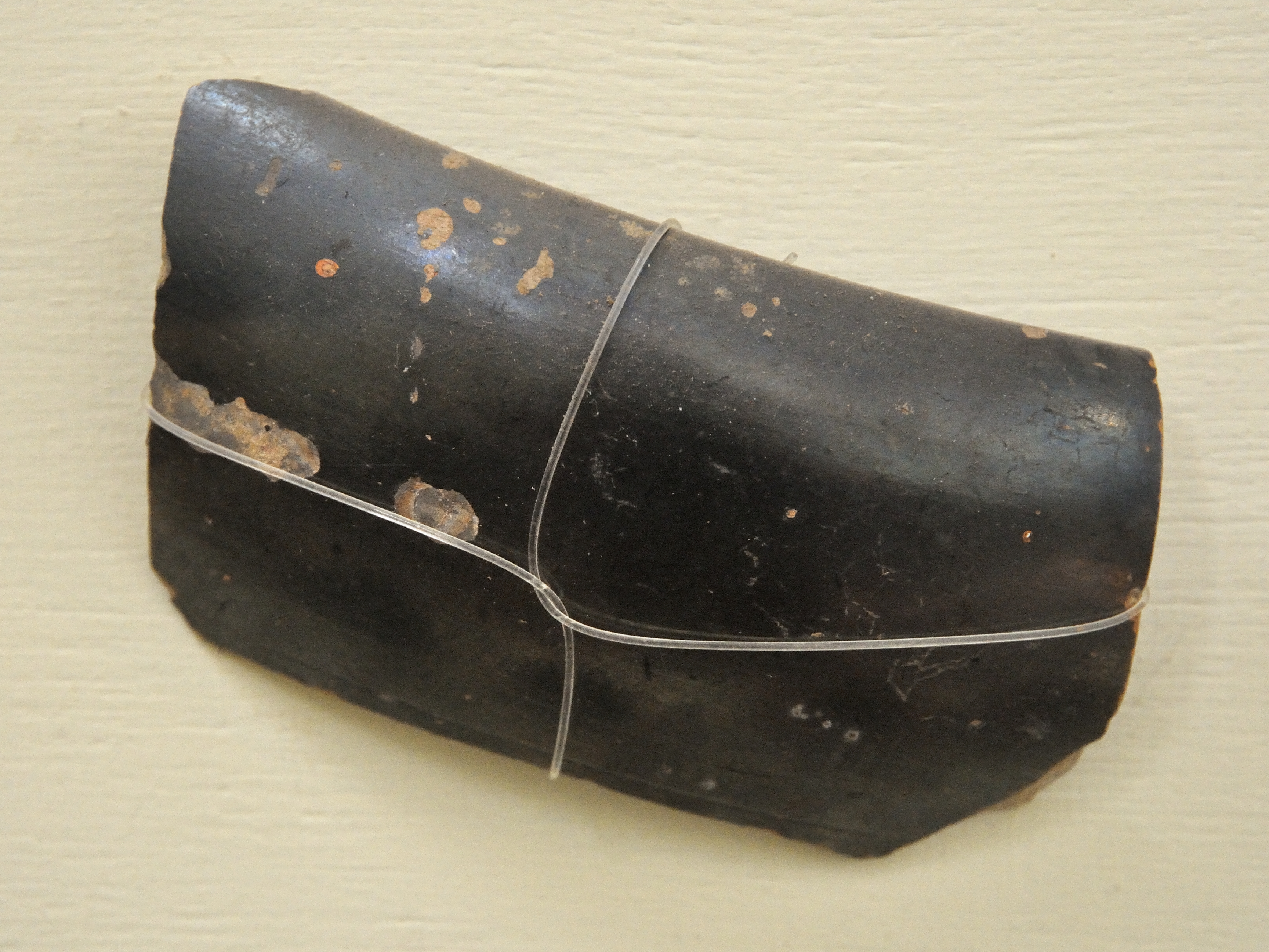
Фрагмент виробу ПЧЛК, 500-100 рр. до н. е., Сонкх, Уттар-Прадеш. Урядовий Музей, Матхура

Культура північної чорної лощеної кераміки (англ. Northern Black Polished Ware culture, скорочено ПЧЛК) - урбаністична культура залізної доби Індійського субконтиненту, яка існувала у 700-200 рр. до н. е., змінивши культуру сірої розмальованої кераміки і культуру чорної та червоної кераміки. Вона почалася приблизно з 700 р. до н. е., або наприкінці Ведичного періоду, і досягла розквіту у бл. 500-300 рр. до н. е. що збігається з появою 16 великих держав або магаджанапад в Північній Індії, і подальшим підйомом Імперії Маур'їв. Після недавніх розкопок у Готіхва (Непал), археолог Джованні Верарді за радіовуглецевим датуванням вважає, що прото-ЧПРК виникла принаймні у 900 ст. до нашої ери. Розкопки в Індії в Айодх'ї, Джуафардіх неподалік від Наланди, і Колхуа поруч Вайсалі, показують навіть раніше радіовуглецеве датування - близько 1200 року до нашої ери. Виходячи з цього, історик Карлос Амарайо пропонує наступну хронологію: прото-ПЧРК (1200-800 рр. до н. е.); рання ПЧРК (800-300 до н. е..); пізня ПЧРК (300-100 до н. е..).
Розкішний стиль полірованої кераміки для еліти, він був пов'язаний з появою в Південній Азії перших міст після занепаду цивілізації долини Інду; ця ре-урбанізація супроводжувалась масивними насипами і укріпленням, значним зростанням населення, збільшенням соціального розшарування і широкими торговими мережами.
Вчені відзначили схожість між ПЧЛК і набагато ранішою Хараппською культурою, серед них гральні кубики і гребені зі слонової кістки і аналогічну систему ваг. Інші риси включають використання глини, запеченої цегли та каменю в архітектурі, будівництві великих об'єктів громадської архітектури, систематичний розвиток гідравлічних об'єктів  та схожу індустрію ремесел. Проте також існують важливі відмінності між цими двома культурами, наприклад, рис, пшоно і сорго стали більш важливими у ПЧЛК. ПЧЛК може відображати перше утворення державного типу на Індійському субконтиненті.
Вироби ПЧЛК були знайдені на археологічних ділянках Магастангар (Mahasthangarh), Чандракетугар (Chandraketugarh), Вари-Батешвар, Бангар (Bangarh) і Мангалкот (Mangalkot), всі у Бангладеші та Західному Бенгалі, Індія.
Інші ділянки ПЧЛК, пов'язані з магаджанападами, - Чарсадда (стародавній Пушкалаваті) і Таксила в Пакистані; Делі або стародавня Індрапрастха; Хастинапура, Матхура, Кампіл/Кампілья, Ахічатра, Айодх'я, Шравасті, Каусамбі, Варанасі у штаті Уттар-Прадеш; Вайшалі, Раджгір, Паталіпутра і Чампа у штаті Біхар; та Удджайн і Відіша у штаті Мадх'я-Прадеш, Індія.